# Индонезия на летних Олимпийских играх 2012
Индонезия на летних Олимпийских играх 2012 была представлена 22  спортсменами в 8 видах спорта. Наибольшее представительство у Индонезии было в бадминтоне (9 человек) и тяжёлой атлетике (6 участников).
Впервые с 1988 года индонезийские спортсмены не смогли завоевать золотых медалей. Бронзовые призеры пекинской Олимпиады Триятно и Эко Юли Ираван вновь оказались в числе медалистов, Ираван снова стал третьим, а Триятно выиграл серебро.

## Награды
| Медаль  | Спортсмен       | Вид спорта       | Дисциплина        |
| ------- | --------------- | ---------------- | ----------------- |
| Серебро | Триятно         | Тяжёлая атлетика | Мужчины, до 69 кг |
| Серебро | Ситра Фебрианти | Тяжёлая атлетика | Женщины, до 53 кг |
| Бронза  | Эко Юли Ираван  | Тяжёлая атлетика | Мужчины, до 62 кг |

## Результаты соревнований

### Бадминтон
Спортсменов — 9
Мужчины
Уже в 1/8 финала мужского турнира жребий свел чемпионов двух последних игр индонезийца Тауфика Хидаята и китайца Линь Даня, последний одержал уверенную победу и в этом матче, а затем и на всем турнире. На второй стадии турнира индонезийские спортсмены уступили будущим победителю и серебряному призеру Игр.
| Соревнование     | Спортсмены                  | Групповой этап                             | Групповой этап                      | Групповой этап                          | 1/8 финала                          | 1/4 финала                     | 1/2 финала            | Финал                 | Финал                 |
| Соревнование     | Спортсмены                  | 1 матч                                     | 2 матч                              | 3 матч                                  | 1/8 финала                          | 1/4 финала                     | 1/2 финала            | Финал                 | Финал                 |
| Соревнование     | Спортсмены                  | Соперник Счёт                              | Соперник Счёт                       | Соперник Счёт                           | Соперник Счёт                       | Соперник Счёт                  | Соперник Счёт         | Соперник Счёт         | Место                 |
| ---------------- | --------------------------- | ------------------------------------------ | ----------------------------------- | --------------------------------------- | ----------------------------------- | ------------------------------ | --------------------- | --------------------- | --------------------- |
| Одиночный разряд | Симон Сантосо               | Михаэль Ланштайнер (AUT) 2-0 (21:11; 21:7) | Рауль Муст (EST) 2-0 (21:12; 21:10) |                                         | Ли Чонг Вей (MAS) 0-2 (12:21; 8:21) | Завершил выступление           | Завершил выступление  | Завершил выступление  | Завершил выступление  |
| Одиночный разряд | Тауфик Хидаят               | Пабло Абиан (ESP) 2-0 (22:20; 21:11)       | Петр Коукал (CZE) 2-0 (21:8; 21:8)  |                                         | Линь Дань (CHN) 0-2 (9:21; 12:21)   | Завершил выступление           | Завершил выступление  | Завершил выступление  | Завершил выступление  |
| Парный разряд    | Мохаммад Ахсан Бона Септано | Ю Ён Сьон\ Го Сон Хьюн(KOR) 0-2            |                                     | Манипонг Йонгжит\ Бодин Исара (TAI) 2-0 |                                     | Ли Ён Дэ\ Чон Джэ Сон(KOR) 0-2 | Завершили выступление | Завершили выступление | Завершили выступление |

Женщины
| Соревнование     | Спортсмены                      | Групповой этап                           | Групповой этап                                | Групповой этап              | 1/8 финала                       | 1/4 финала            | 1/2 финала            | Финал                 | Финал                 |
| Соревнование     | Спортсмены                      | 1 матч                                   | 2 матч                                        | 3 матч                      | 1/8 финала                       | 1/4 финала            | 1/2 финала            | Финал                 | Финал                 |
| Соревнование     | Спортсмены                      | Соперник Счёт                            | Соперник Счёт                                 | Соперник Счёт               | Соперник Счёт                    | Соперник Счёт         | Соперник Счёт         | Соперник Счёт         | Место                 |
| ---------------- | ------------------------------- | ---------------------------------------- | --------------------------------------------- | --------------------------- | -------------------------------- | --------------------- | --------------------- | --------------------- | --------------------- |
| Одиночный разряд | Адрианти Фирдасари              | Петя Недельчева (BUL) 2-0 (21:10; 21:15) | Алеся Зайцева (BLR) 2-1 (21:10; 16:21; 21:14) |                             | Ван Синь (CHN) 0-2 (15:21; 8:21) | Завершила выступление | Завершила выступление | Завершила выступление | Завершила выступление |
| Парный разряд    | Грейсия Полий Мейлиана Джаухари | Ким Мин Ён\ А Ён Юн(KOR)                 | Аннари Виллоен\ Мичелл Эдвардс(RSA)           | Ренуга Виран\ Линн Чо (AUS) |                                  | Завершили выступление | Завершили выступление | Завершили выступление | Завершили выступление |

Микст
| Соревнование | Спортсмены                   | Групповой этап                              | Групповой этап             | Групповой этап                | 1/8 финала    | 1/4 финала                                    | 1/2 финала                  | Матч за третье место                       | Матч за третье место |
| Соревнование | Спортсмены                   | 1 матч                                      | 2 матч                     | 3 матч                        | 1/8 финала    | 1/4 финала                                    | 1/2 финала                  | Матч за третье место                       | Матч за третье место |
| Соревнование | Спортсмены                   | Соперник Счёт                               | Соперник Счёт              | Соперник Счёт                 | Соперник Счёт | Соперник Счёт                                 | Соперник Счёт               | Соперник Счёт                              | Место                |
| ------------ | ---------------------------- | ------------------------------------------- | -------------------------- | ----------------------------- | ------------- | --------------------------------------------- | --------------------------- | ------------------------------------------ | -------------------- |
| Микст        | Тонтови Ахмад Лилияна Натсир | Камилла Риттер Йуль\ Томас Лэйбурн(DEN) 2-0 | А Ён Юн\ Ли Ён Дэ(KOR) 2-0 | Жвала Гутта\ В Дижу (IND) 2-0 |               | Биргит Оверциер-Михелс\ Михаэль Фукс(GER) 2-0 | Ма Цзинь\ Сюй Чэнь(CHN) 0-2 | Кристина Педерсен\ Йоахим Нильсен(DEN) 0-2 | 4                    |

### Водные виды спорта

#### Плавание
Спортсменов — 1
В следующий раунд на каждой дистанции проходят лучшие спортсмены по времени, независимо от места занятого в своём заплыве.
Мужчины
| Соревнование   | Спортсмен              | Предварительные заплывы | Предварительные заплывы | Полуфиналы           | Полуфиналы           | Финал                | Финал                |
| Соревнование   | Спортсмен              | Результат               | Место                   | Результат            | Место                | Результат            | Место                |
| -------------- | ---------------------- | ----------------------- | ----------------------- | -------------------- | -------------------- | -------------------- | -------------------- |
| 100 м на спине | И Геде Симан Судартава | 55,99                   | 39                      | Завершил выступление | Завершил выступление | Завершил выступление | Завершил выступление |

### Дзюдо
Спортсменов — 1
Мужчины
| Категория | Спортсмен         | Турни! 1/32 финала | 1/16 финала        | 1/8 финала                          | Четвертьфинал        | Полуфинал            | Финал                | Место                |
| Категория | Спортсмен         | Турни! 1/32 финала | Соперник Результат | Соперник Результат                  | Соперник Результат   | Соперник Результат   | Соперник Результат   | Место                |
| --------- | ----------------- | ------------------ | ------------------ | ----------------------------------- | -------------------- | -------------------- | -------------------- | -------------------- |
| до 81 кг  | Путу Вирадамунгга | За 1-е место       |                    | Ласло Чокнайи(HUN) Пор. 0001 - 0201 | Завершил выступление | Завершил выступление | Завершил выступление | Завершил выступление |

### Лёгкая атлетика
Спортсменов — 2

#### Мужчины
| Дисциплина | Спортсмен       | Предварительный раунд | Предварительный раунд | Раунд 1   | Раунд 1 | Полуфиналы           | Полуфиналы           | Финал                | Финал                |
| Дисциплина | Спортсмен       | Результат             | Место                 | Результат | Место   | Результат            | Место                | Результат            | Место                |
| ---------- | --------------- | --------------------- | --------------------- | --------- | ------- | -------------------- | -------------------- | -------------------- | -------------------- |
| 100 м      | Фернандо Лумаин | 10.80                 | 2                     | 10.90     | 8       | Завершил выступление | Завершил выступление | Завершил выступление | Завершил выступление |

#### Женщины
| Дисциплина | Спортсмен   | Финал     | Финал |
| Дисциплина | Спортсмен   | Результат | Место |
| ---------- | ----------- | --------- | ----- |
| марафон    | Триянингсих | 2:41.15   | 84    |

### Стрельба
Спортсменов — 1
Мужчины
| Соревнование                       | Спортсмены         | Квалификация | Квалификация | Финал | Всего     | Всего |
| Соревнование                       | Спортсмены         | Результат    | Место        | Финал | Результат | Место |
| ---------------------------------- | ------------------ | ------------ | ------------ | ----- | --------- | ----- |
| Пневматическая винтовка, 10 метров | Диас Кусувамардани | 382          | 55           |       |           | 55    |

### Стрельба из лука
Спортсменов — 1
Женщины
| Соревнование              | Спортсмены    | Квалификация | Квалификация | 1/32 финала         | 1/16 финала          | 1/8 финала              | Четвертьфинал      | Полуфинал          | Финал              |
| Соревнование              | Спортсмены    | Результат    | Место        | Соперник Результат  | Соперник Результат   | Соперник Результат      | Соперник Результат | Соперник Результат | Соперник Результат |
| ------------------------- | ------------- | ------------ | ------------ | ------------------- | -------------------- | ----------------------- | ------------------ | ------------------ | ------------------ |
| Индивидуальное первенство | Ика Рохмавати | 638          | 40           | Фан Юйтин (CHN) 6-4 | Эми Оливер (GBR) 7-1 | Ксения Перова (RUS) 5-6 |                    |                    |                    |

### Тяжёлая атлетика
Спортсменов — 6
Мужчины
| Категория | Спортсмен      | Вес   | Рывок | Рывок | Рывок | Толчок | Толчок | Толчок | Всего | Место |
| Категория | Спортсмен      | Вес   | 1     | 2     | 3     | 1      | 2      | 3      | Всего | Место |
| --------- | -------------- | ----- | ----- | ----- | ----- | ------ | ------ | ------ | ----- | ----- |
| до 56 кг  | Жади Сетиади   | 55.48 | 121   | 125   | 127   | 150    | 150    | 156    | 277   | 5     |
| до 62 кг  | Эко Юли Ираван | 61.89 | 138   | 142   | 145   | 168    | 168    | 172    | 317   | 3     |
| до 62 кг  | Мухаммад Хасби | 61.81 | 130   | 135   | 138   | 163    | 171    | 171    | 301   | 7     |
| до 69 кг  | Триятно        | 68.88 | 145   | 150   | 150   | 181    | 186    | 188    | 333   | 2     |
| до 69 кг  | Дени           | 67.63 | 140   | 140   | 145   | 170    | 171    | 177    | 311   | 12    |

Женщины
| Категория | Спортсмен       | Вес   | Рывок | Рывок | Рывок | Толчок | Толчок | Толчок | Всего | Место |
| Категория | Спортсмен       | Вес   | 1     | 2     | 3     | 1      | 2      | 3      | Всего | Место |
| --------- | --------------- | ----- | ----- | ----- | ----- | ------ | ------ | ------ | ----- | ----- |
| до 53 кг  | Ситра Фебрианти | 52.53 | 88    | 91    | 94    | 108    | 112    | 115    | 206   | 2     |

### Фехтование
Спортсменов — 1
Женщины
| Соревнование         | Спортсмены       | 1/16 финала                | 1/8 финала            | Четвертьфиналы        | Полуфиналы            | Матч за 3-е место     | Финал                 | Место |
| Соревнование         | Спортсмены       | Соперник Результат         | Соперник Результат    | Соперник Результат    | Соперник Результат    | Соперник Результат    | Соперник Результат    | Место |
| -------------------- | ---------------- | -------------------------- | --------------------- | --------------------- | --------------------- | --------------------- | --------------------- | ----- |
| Индивидуальная сабля | Диах Перматасари | Мариэль Загунис (USA) 7-15 | Завершилa выступление | Завершилa выступление | Завершилa выступление | Завершилa выступление | Завершилa выступление | 31    |